# Municipio de Keithsburg
El municipio de Keithsburg (en inglés: Keithsburg Township) es un municipio ubicado en el condado de Mercer en el estado estadounidense de Illinois. En el año 2010 tenía una población de 687 habitantes y una densidad poblacional de 13,38 personas por km².

## Geografía
El municipio de Keithsburg se encuentra ubicado en las coordenadas 41°7′12″N 90°56′12″O / 41.12000, -90.93667. Según la Oficina del Censo de los Estados Unidos, el municipio tiene una superficie total de 51.36 km², de la cual 46,56 km² corresponden a tierra firme y (9,34 %) 4,8 km² es agua.

## Demografía
Según el censo de 2010, había 687 personas residiendo en el municipio de Keithsburg. La densidad de población era de 13,38 hab./km². De los 687 habitantes, el municipio de Keithsburg estaba compuesto por el 98,54 % blancos, el 0,44 % eran de otras razas y el 1,02 % eran de una mezcla de razas. Del total de la población el 1,46 % eran hispanos o latinos de cualquier raza.